# گردان سلطان مراد
گردان سلطان مراد (به ترکی استانبولی: Sultan Murat Tümeni) یک گروه شورشی شبه‌نظامی در جنگ داخلی سوریه است که با هویت جمعیت ترکمان‌های سوریه ایجاد شده‌است. این گروه پس از اعلام اتحاد با معارضان سوری به مخالفت با دولت سوریه پرداخت و بگونه‌ای سنگین توسط ترکیه پشتیبانی تسلیحاتی، هوایی و مالی می‌شود. این گردان زیرمجموعه تیپ ترکمن سوریه است. گردان سلطان مراد در سال ۲۰۱۳ میلادی بنیانگذاری شده و در سال ۲۰۱۶ با ظرفیت ۱۳۰۰ نفر شبه‌نظامی داشته‌است.

## ساختار و ایدئولوژی
این لشکر یکی از گروه‌هایی است که با محرکهایی ازجمله اندیشه ناسیونالیسم ترکی، پان‌ترکیسم، پان‌تورانیسم و نوعثمانی‌گری تقویت می‌گردد. در میان فرماندهان این گروه، تعدادی عرب ازجمله احمد عثمان، فهیم عیسی، علی صالح نیز وجود دارند.

## تجهیزات
همانند بسیاری از گروه‌های وابسته به ترکیه، لشکر سلطان مراد نیز بوسیلهٔ نیروهای مسلح ترکیه پشتیبانی می‌شود ولی از پشتیبانی بهتری برخوردار است. این لشکر مجهز به خودرو زرهی ACV-15، نارنجک‌انداز Milkor MGL، همچنین دارای خودروهای زرهی گوناگون، موشک هدایت‌شونده ضدتانک بی‌جی‌ام-۷۱ تاو، مسلسل سنگین و توپ خودکار نیز است.

## تاریخچه
لشکر سلطان مراد پس از بنیانگذاری به مدت سه سال فعالیت مستقل داشته و در سال ۲۰۱۶ با گروه جیش الحلب یکی از زیرمجموعه‌های احرار الشام متحد شد. در پی این اتحاد، لشکر سلطان مراد به نیروهای دموکراتیک سوریه، جیش الثوار و ارتش آزاد سوریه اعلام جنگ گرد.
با آغاز عملیات سپر فرات این گروه به اتحاد جنگی ترکیه و معارضان سوریه موسوم به «غرفة عملیات حوار کلس» پیوست و تابع دستورات آنان شد. وجود ترکها در میان معارضان سوری موجب نفاق در میان اعضای ارتش آزاد سوریه شد و ترکها با جدا شدن از اعراب، ارتش آزاد سوریه (تحت حمایت ترکیه) را ایجاد کردند و بدین گونه لشکر سلطان مراد با آنان متحد شد. بدین ترتیب لشکر سلطان مراد دیگر نیازی به سازش با گروه احرار الشام نداشت و با جدا شدن وفاداران ترکیه از آن گروه، در سال ۲۰۱۷ درگیری‌های شدیدی میان احرار الشام و لشکر سلطان مراد رخ داد و ده‌ها نفر از سربازان از هردو طرف کشته شدند.

## بیرون خاک سوریه
لشکر سلطان مراد در بیرون از خاک سوریه نیز فعال است و در سال ۲۰۱۹ برای کمک به دولت تشکیل شده در طرابلس فرستاده شدند. طبق اسناد حضور لشکر سلطان مراد تا سال ۲۰۲۰ نیز در پایتخت لیبی محسوس بوده‌است.
این گروه در سال ۲۰۲۰ و جریان جنگ ناگورنو قره‌باغ نیروهای خود را به جمهوری آذربایجان اعزام کرد.

## جنایات جنگی
در سال ۲۰۱۳ میلادی، لشکر سلطان مراد یک صومعه مسیحیان را در حلب خمپاره‌باران کرد. طبق اعلام سازمان عفو بین‌الملل، این لشکر در شهر شیخ مقصود در سوریه در خلال نبرد حلب (۲۰۱۲–۲۰۱۶) به عنوان یکی از بازوهای اتاق جنگ ضد دولت سوریه موسوم به «فتح الحلب» فعالیت می‌کرده و تا سال ۲۰۱۶ میلادی مسئول کشتار ۸۳ شهروند غیرنظامی سوریه ازجمله ۳۰ کودک بوده‌است و این عملیات به زخمی‌شدن ۷۰۰ شهروند سوری نیز منجر شده‌است. سردبیر سازمان عفو بین‌الملل این اعمال را جنایت جنگی نامید.
در سال ۲۰۲۰ دیدبان قاچاق انسان (TIP) وابسته به وزارت امور خارجه ایالات متحده آمریکا این گروه را به استفاده از سرباز کودک متهم کرده‌است. طبق گزارش‌ها، گروه سلطان مراد کودکان سوری را در کمپ‌ها آموزش داده و برای ادامهٔ جنگ داخلی به لیبی فرستاده‌است.
در سپتامبر ۲۰۲۰، کمیساریای عالی حقوق بشر سازمان ملل متحد لشکر سلطان مراد را به چپاول شهرهای منطقه عفرین و منطقه راس العین سوریه و همچنین غصب زمین‌های مردم متهم کرد. در یک مورد، یکی از شهروندان مجبور شد زمین و خانه خود را که توسط لشکر سلطان مراد اشغال شده بود، دوباره از آنان خریداری کند. کمیساریای عالی حقوق بشر سازمان ملل همچنین گزارش کرد که سربازان لشکر سلطان مراد در سوریه آدمربایی نیز می‌کنند و بنا بر این گزارش، این نظامیان، زنان کرد را برای ازدواج اجباری با سربازان ترک می‌دزدند.